# Grabica (powiat łaski)
Grabica – wieś w Polsce położona w województwie łódzkim, w powiecie łaskim, w gminie Sędziejowice.
W latach 1975–1998 miejscowość należała administracyjnie do województwa sieradzkiego.